# Noémi Poulin
Noémi Poulin é uma figurinista canadiana.
Ela é mais conhecida pelo seu trabalho no filme Blood Quantum, pelo qual ganhou o Canadian Screen Award de Melhor Figurino no 9º Canadian Screen Awards, e foi indicada ao Prix Iris de Melhor Figurino no 22B Quebec Cinema Prêmios.